# Tarvafjorden
Tarvafjorden er navnet på et stræde  i Bjugn kommune i Trøndelag fylke i Norge. Den ligger mellem øgruppen Tarva i vest og fastlandet i øst. Det har en længde på omkring tolv kilometer og grænser til Frohavet i begge ender.
Strædet har indløb i nord mellem Tristeinen i vest og Kvaløy fyr i øst. Af de større øer i Tarvaøgruppen er   Været, Husøya og Karlsøya. Fra Husøya går der færge over fjorden til Djupfest. I syd ender Tarvafjorden mellem Gyltingen i vest og Festholmen ved Nes. Tørrskjær fyr ligger midt i sejlruten længst mod syd.
I øst går Valsfjorden ind til Oksvoll.